# Хабун
Хабун — один из языков Восточного Тимора. Распространён в центральной части округа Манатуту. Несмотря на то, что хабун относится к австронезийской языковой семье, значительная часть его слов имеет папуасское происхождение.